# Mark Sieriejski
Mark Jakowlewicz Sieriejski (ros. Марк Яковлевич Серейский, ur. 30 kwietnia 1885 w Warszawie, zm. 21 stycznia 1957 w Moskwie) – rosyjski lekarz psychiatra i endokrynolog, profesor psychiatrii Państwowego Instytutu Defektologii w Moskwie, Uniwersytetu w Rostowie nad Donem i Tadżyckiego Instytutu Medycznego, autor około 180 prac naukowych.

## Życiorys
Urodził się jako Marek Serejski w 1885 roku w Warszawie, w zasymilowanej rodzinie żydowskiej. Był synem kupca Jakuba (w niektórych źródłach: Ludwika) Serejskiego (1863–1925) i Anny z Kurlandzkich. Miał braci Bernarda, później inżyniera w Buenos Aires, i Mariana Henryka, który został historykiem. W 1910 r. ukończył studia przyrodnicze na Wydziale Matematyczno-Fizycznym Uniwersytetu w Petersburgu. Następnie wyjechał do Niemiec, studiował medycynę na Uniwersytecie Ludwika i Maksymiliana w Monachium i w 1913 roku otrzymał tytuł doktora medycyny. Odbył też staż w klinice Emila Kraepelina. Po powrocie do kraju zatrudnił się w klinice psychiatrycznej I Instytutu Medycznego w Moskwie u Gannuszkina; od 1919 do 1922 r. studiował biochemię w Instytucie Biochemii Akademii Nauk ZSRR u Bacha. Od 1925 r. na katedrze psychiatrii Państwowego Instytutu Defektologii w Moskwie. W 1926 r. otrzymał tytuł doktora nauk medycznych. W 1930 roku został mianowany profesorem psychiatrii na Uniwersytecie w Rostowie nad Donem. W 1934 r. powrócił do Moskwy w związku z mianowaniem go kierownikiem wydziału psychiatrii Centralnego Instytutu Medycznego. Podczas II wojny światowej organizował szpital psychiatryczny w Tadżyckiej ASRR. W marcu 1953 roku aresztowany (spisek lekarzy kremlowskich), w kwietniu zwolniony z aresztu. Zmarł na początku 1957 roku. Pochowany jest na cmentarzu Wagańkowskim w Moskwie.
Utrzymywał kontakty z Polakami w Moskwie. Zofia Rosenblum-Szymańska we wspomnieniach z lat I wojny światowej pisała:

„Odwiedzała nas stale grupa lekarzy Polaków, przebywających na emigracji w Moskwie. Doktor Zygmunt Bychowski i doktor Serejski byli gośćmi codziennymi (...) Doktor Serejski był więcej muzykologiem niż lekarzem. Gdy zapytaliśmy go raz o jego największe marzenie, odpowiedział, że chciałby dyrygować IX Symfonią Beethovena bez partytury”.

Był żonaty z Wasilisą Aleksandrowną Żukowską (1892–1959). Laureat Orderu Czerwonego Sztandaru Pracy.

## Dorobek naukowy
Był autorem około 200 prac naukowych. W 1929 r. wspólnie z Guriewiczem wydał kilkukrotnie wznawiany podręcznik psychiatrii, tłumaczony na języki ukraiński, rumuński i bułgarski. Jako jeden z pierwszych w ZSRR wprowadził do leczenia wstrząsy kardiazolowe, wstrząsy insulinowe i elektrowstrząsy. Prowadził badania nad leczeniem schizofrenii snem. Badał tematykę remisji schizofrenii i „miękkich” form schizofrenii (ros. мягкая шизофрения). Był jednym z pierwszych psychiatrów w ZSRR podejmujących próby leczenia alkoholizmu przy pomocy disulfiramu.
Był jednym z pionierów psychiatrii transkulturowej w ZSRR i prowadził badania porównawcze wśród ludności Północnego Kaukazu.
Sieriejski był zwolennikiem teorii o endokrynnym podłożu homoseksualizmu. W 1929 roku na polecenie Komisarza Ludowego do spraw Zdrowia Nikołaja Siemaszki napisał do Wielkiej Encyklopedii Medycznej hasło o homoseksualizmie. W artykule tym Sieriejski przedstawił argumenty za konstytucjonalnym i biologicznym uwarunkowaniem homoseksualizmu, krytykując psychoanalityczne teorie tłumaczące pociąg seksualny do tej samej płci, a także uregulowania prawne penalizujące kontakty homoseksualne. W następnym roku krótsze hasło jego autorstwa na ten sam temat ukazało się w Wielkiej Encyklopedii Radzieckiej. Redaktorzy stonowali utopijną wymowę artykułu Sieriejskiego, zamieszczając obok „etnograficzny szkic” autorstwa Prieobrażenskiego, w którym omówiono miłość homoseksualną u „tzw. ludów niecywilizowanych” (Czukczów, Koriaków, Kamczadali).
Przez wiele lat stosowano w Rosji w leczeniu napadów padaczkowych sporządzane według jego receptury „proszki Sieriejskiego” (ros. порошки Серейского). Zespołem Sieriejskiego (ros. синдром Серейского) w rosyjskim piśmiennictwie określano zespół objawów uszkodzenia płatów czołowych (aspontaniczność, adynamia i abulia).
Był redaktorem naczelnym czasopisma „Centralnyj medicinskij żurnał” (1928–1935).

## Wybrane prace
Monografie i podręczniki
- Untersuchungen über den Stoffwechsel bei der progressiven Paralyse. Ueber die Hippursäuresynthese. München, 1913
- Проблемы монголоидизма в связи с учением о внутренней секреции (1925)
- Новые пути диагностики и лечения эпилепсии. Москва: тип. изд-ва "Моск. рабочий", 1945
- Стимуляторы нервной системы. Москва: Медгиз, 1943
- Терапия психических заболеваний. Москва: Медгиз, 1949
- Психические заболевания. Медицинский справочник, Л., 1958

Artykuły
- Untersuchungen über den Stoffwechsel bei progressiver Paralyse. IV. Ueber die Hippursäuresynthese[13]. 1913
- Sprawozdanie z 85-go zjazdu lekarzy i przyrodników niemieckich w Wiedniu. Gazeta Lekarska 48 (49), ss. 1523-1526, 1913
- 85-ty Zjazd przyrodników i lekarzy niemieckich w Wiedniu we wrześniu 1913 r. Nowiny Lekarskie 26 (1), ss. 41-42, 1914
- Zdolność do syntez w porażeniu postępującym. Gazeta Lekarska 49 (8), ss. 199-206, 1914
- Klinische Erfahrungen mit Diogenal; einem neuen Beruhigungsmittel[14]. 1915
- Gibt es spezifische Abwehrfermente. Biochem. Zeitschr. 152 (1/2), 79—91, 1924
- Über die Konstitution der Narkomanen[15]. 1925
- Probleme des Mongolismus im Zusammenhang mit der Lehre über die innere Sekretion in der Psychiatrie (1925)
- Zur Klinik der vegetativen Störungen II. Mitteilung. Die Phänomene der vegetativen Asymmetrie bei endokrinen Krankheiten[16]. 1926
- Über die endokrin-toxische Epilepsie (eine Fragestellung), 1926
- Sereiski M, Frumkin J, Kaplinsky M. [Imbalance of the sympathetic system in endocrine diseases]. Med. biol. J. 2: 46-53, 1926
- [Endocrine epilepsy]. Med. biol. J 2 (4/5), ss. 157-159, 1926
- Zur Frage über Psychosen bei Lepra (1926)
- Ueber den regionär-vegetativen Reflex bei Hyperthyreoidismus. Deutsche Medizinische Wochenschrift 52, ss. 399-400, 1926
- Учебник психиатрии (1928)
- Ueber die Thyreoidinsucht. Deutsche Medizinische Wochenschrift 54, ss. 1877-1878, 1928
- Über „Schizoidisierung“ bei innersekretorischen Störungen[17]. (1928)
- Endokrine Störungen und spezifisch dynamische Eiweißwirkung. I. Mitteilung (1928)
- Endokrine Störungen und spezifisch-dynamische Eiweißwirkung. II. Mitteilung (1930)
- Sereiski, Barenblat. Endokrinologie, 1930, 6: 254-69.
- Serejski M, Topstein R. Endokrine Insuffizienz und Gehirn[18]. 1932
- Ганнушкин и Крепелин. W: Памяти Петра Борисовича Ганнушкина (Ред. А.О. Эдельштейн). Москва; Ленинград: Государственное издательство биологической и медицинской литературы, 1934. С. 20-21.
- Beiträge zur vergleichenden Psychiatrie[19]. 1935
- Zur Psychopathologie des Fetischismus. Allgemeine Zeitschrift fuer Psychiatrie 103, s 257–269, 1935
- Серейский МЯ, Фельдман ЭС. Применение длительного наркоза в психиатрии. Невропатология, психиатрия и психогигиена 5, с. 713 (1936)
- Ivan Petrovich Pavlov[20] (1936)
- Anwendung der Dauernarkose in der Psychiatrie. Zeitschrift für die gesamte Neurologie und Psychiatrie (1937)
- Die Bedeutung des sog. Redoxpotentials für die Pathologie (speziell für die Psychiatrie). II. Mitteilung (1937)
- [Gravidan in treatment of schizophrenia]. Nevropat. psikhiat. 6, 209-11, 1937
- [Treatment of schizophrenia by protracted sleep]. Sovet. med. 5, ss. 13-15, 1937
- Судорожная терапия шизофрении. Невропатология и психиатрия 7 (12), С. 3–25, 1938
- К вопросу о методике учета терапевтической эффективности при лечении психических заболеваний (1939)
- Корсаковский психоз в свете современной клиники. 50 лет психиатрической клиники им. С.С. Корсакова. Издательство Академии медицинских наук СССР, Москва (1940)
- Серейский МЯ, Ротштейн ГА. Кататония в свете судорожной терапии. Советск. псих I, 2 (1941)
- [Psychiatrists and ways of their training at the continuing medical education institutions], „Nevropatol Psikhiatriia”, 14 (4), 1945, s. 62-4, PMID: 21000604.
- [Problem of organic and functional in difficult diagnostic cases of war trauma]. Voen. med. glub. tyla (Sredneaziat. voen. okrug), ss. 403-407, 1945
- Use of Amphetamine in Mental Disease, „American Review of Soviet Medicine”, 3, 1946, s. 320-327, PMID: 21025264.
- Psikhopatologiceskie sindromy W: Энциклопедический словарь военной медицины. Москва, 1946-1948 4: 974-81.
- O posledujuscikh psikhiceskikh izmenenijakh posle voennoj travmy cerepa i ikh lecenii. Voen. med. J. 5, 7-12, 1947
- [Combined therapy of psychiatric patients with electric shock and sleep]. Nevropatol Psikhiatriia 19(3), ss. 28-34, 1950
- Lechenie khronicheskogo alkogolizma tiuramom. Zhurnal nevropatologii i psikhiatrii imeni S. S. Korsakova 52(4), ss. 51–57 (1952)
- MIa Sereiskii, MS Zelena, LI Lando. [Treatment of schizophrenia with prolonged sleep; preliminary communication]. „Журнал неврологии и психиатрии имени С.С. Корсакова”. 53 (10), s. 775-84, 1953. PMID: 13123444.
- MIa Sereiskii. [New method of therapy of epilepsy]. „Журнал неврологии и психиатрии имени С.С. Корсакова”. 55 (9), s. 675-8, 1955. PMID: 13300941.
- LV Krushinskii, MIa Sereiskii, LP Pushkarskaia, GI Fedorova. [Experimental studies on a new anticonvulsant.]. „Zh Vyssh Nerv Deiat Im I P Pavlova”. 5 (6), s. 892-900, 1955. PMID: 13301034.
- MIa Sereiskii, ES Tolmaskaia, RG Golodets, NF Samter. [Treatment of schizophrenia with aminazine]. „Журнал неврологии и психиатрии имени С.С. Корсакова”. 56 (2), s. 155-61, 1956. PMID: 13338824.
- Облик Эмиля Крепелина по личным воспоминаниям. „Журнал неврологии и психиатрии имени С.С. Корсакова”. 56 (12), s. 975-6, 1956. PMID: 13423845.
- Method of Treating Schizophrenia in the Soviet Union. Medicus 11 (6), s. 233-235, 1956